# الوصل (دبي)
الوصل هو حي يقع في إمارة دبي في الإمارات العربية المتحدة، يبلغ عدد سكانه 22,153 نسمة. وصل عدد السكان في العام 2023 إلى (12,654) نسمة بكثافة سكانية تعادل (2,596) فرد/كم² بحسب بيانات مركز دبي للإحصاء. يقع الحي في غرب دبي، بين التقاطعين الأول والثاني لطريق E11 (شارع الشيخ زايد). يحده من الشمال منطقة جميرا ومن الجنوب الخليج التجاري ومن الغرب منطقة الصفا ومن الشرق السطوة.

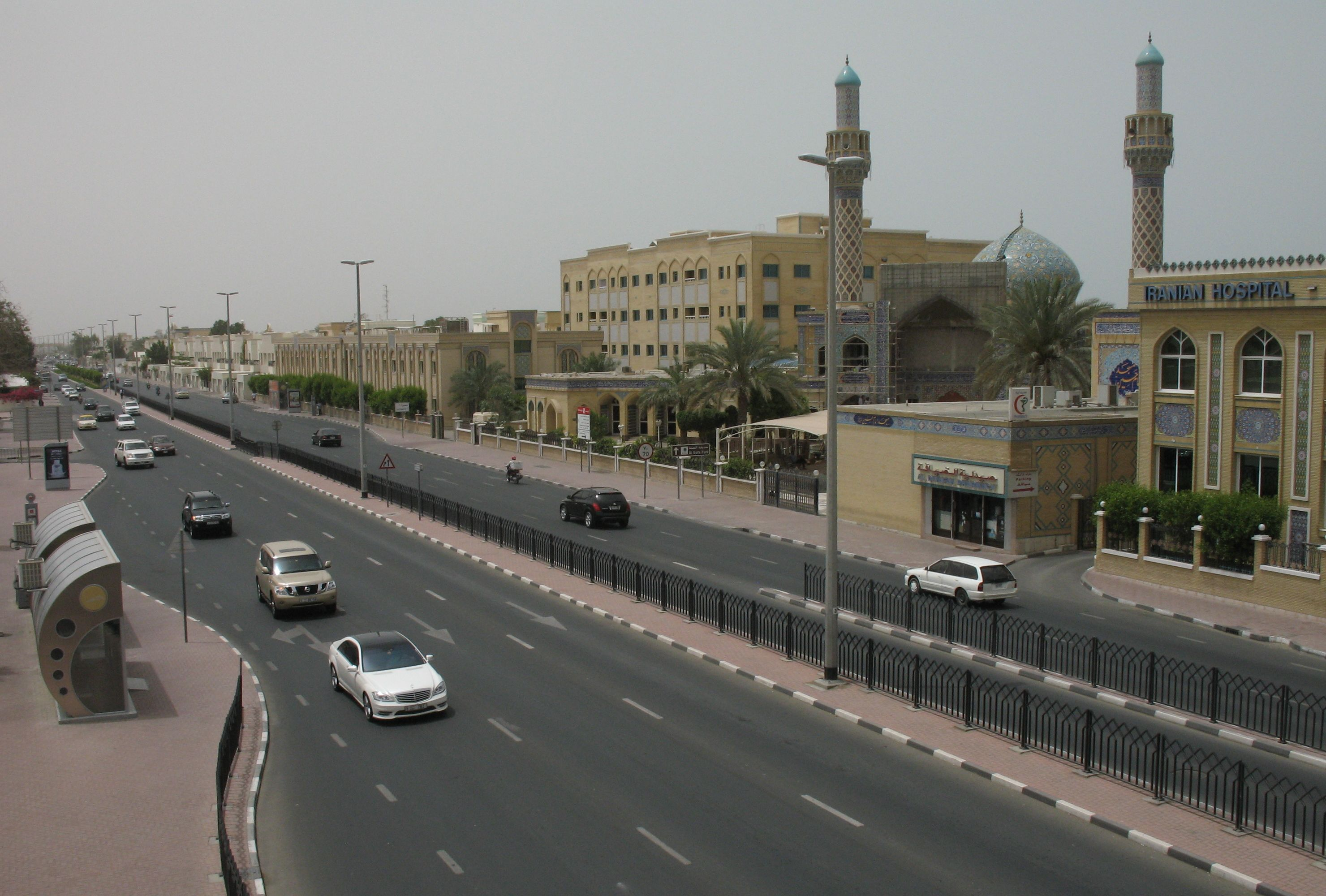

حصلت المنطقة على اسمها من إشارة بريطانية تاريخية إلى مدينة دبي. تشمل المعالم الهامة في المنطقة مكاتب النشر لصحيفة غلف نيوز والبيان ومركز المزايا وحديقة الصفا وسيتي ووك وغاليريا مول وبوكس بارك. وتعتبر كل من محطتي برج خليفة والخليج التجاري أقرب محطتي مترو إلى المنطقة.

## الخدمات
توجد المدرسة اليابانية في دبي في الوصل، وأيضاً توجد مدرسة الوصل للتعليم الأساسي.